# 산스키모스트

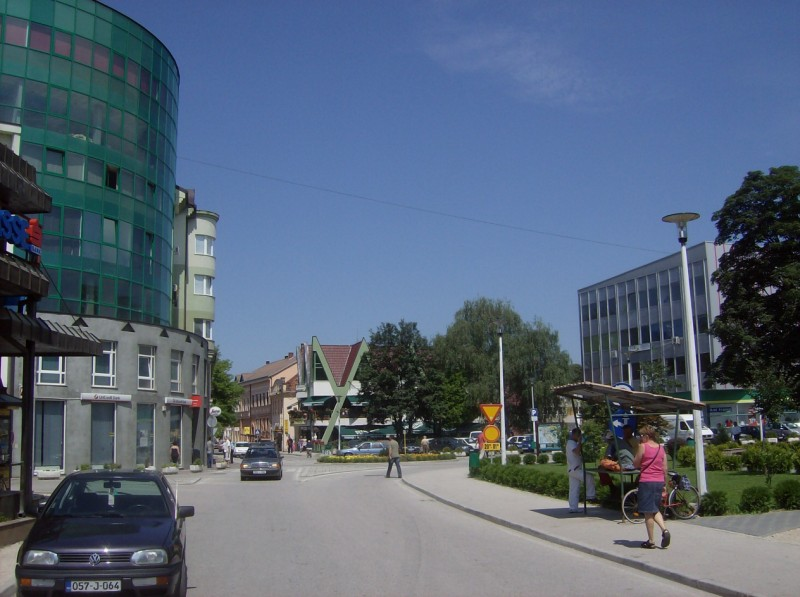
산스키모스트

산스키모스트(세르비아어: Сански Мост, Sanski Most, 보스니아어: Sanski Most, 크로아티아어: Sanski Most)는 보스니아 헤르체고비나 북서부에 위치한 도시로 면적은 781km2, 인구는 50,421명(2014년 기준)이다.
행정 구역상으로는 보스니아 헤르체고비나 연방 우나사나 주에 속한다. 프리예도르와 클류치 사이에 위치한다.

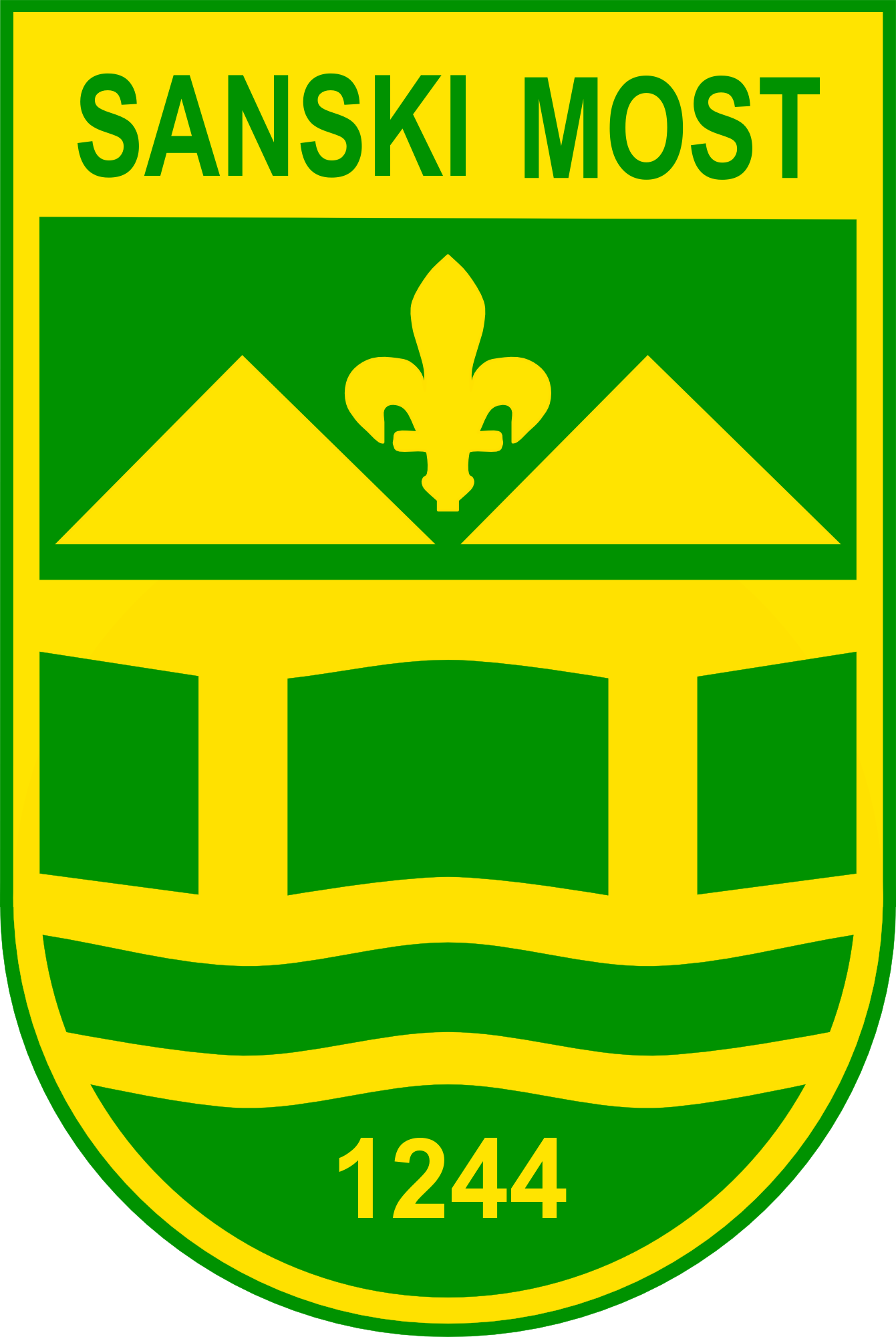
시 문장

## 같이 보기
- 우나사나주
- 보산스카크라이나